# Svina, Harbo socken
Svina är en by i Harbo socken, Heby kommun.
Namnet kommer av det fornsvenska ordet svin som betyder av grunt eller upptorkat vatten betäckt ställe. Svina som rinner förbi byn och mynnar i Harboån.
Byn är med all sannolikhet forntida, intill byn finns ett gravfält med 1 hög, 11 runda stensättningar och två kvadratiska stensättningar (RAÄ 8). Intill byn finns även andra möjliga gravar, men de kan inte med säkerhet kopplas till bebyggelsen.
Byn omtalas första gången i markgäldsförteckningen 1312, och då fanns här sex skattskyldiga bönder; Johan, Laurentius, Aernil, Petrus, Thorilus och Nicolaus (latinska namnformer). Den förekommer sedan i flera 1300-talsdokument 1369 var Hoguidus i Svina vidervaruman i samband med ett jordköp i Nordmyra, Nora socken. 1377 är en Riqualdus i samma by vittne i samband med ett jordköp. 1386 testamenteras en gård i Svina, det som senare blir Nedre Svina till Uppsala domkyrka av en Elin Björnsdotter.
Nedre Svina drogs senare in av Gustav Vasa och gjordes till hans privata jord. Hemmanet donerades 1620 tillsammans med närmare 150 andra gårdar till Uppsala universitet av Gustav II Adolf. Övre Svina har däremot alltid varit skattejord.
1687 fanns 4 bondgårdar och soldattorp i Nedre Svina och 2 bondgårdar i Övre Svina.
Övre och Nedre Svina hade en varsin skvaltkvarn i Svinabäcken, båda dokumenterade 1631 och troligen byggda inte så långt innan. Den ena ersattes i slutet av 1600-talet av en liten såg. En skvaltkvarn fanns kvar här fram till 1914. 1916 byggdes i stället i Svina en större ångsåg som användes fram till 1957. 1890 byggde Frälsningsarmén en samlingslokal här i Svina som var i bruk fram till 1944.
På 1880-talet byggdes också en handelsbod (platsen kallas Svinabäck), som var i bruk fram till början av 1970-talet. Bredvid handelsboden hölls på 1800-talet kreatursmarknader. Affären stod därefter kvar övergiven, fram till dess att den revs i början av 2000-talet. Här fanns även mindre snickerifabrik under större delen av 1900-talet. I torpet Sandgrind på Svina ägor låg under närmare 50 år under 1900-talet ett skomakeri.